# سیارک ۳۴۰
سیارک ۳۴۰ (به انگلیسی: 340 Eduarda، نامگذاری:1892H) سیصد و چهلمین سیارک کشف شده‌است که در ۲۵ سپتامبر ۱۸۹۲ و در هایدلبرگ کشف شد.
قدر مطلق سیارک برابر ۹٫۹۰ است.